# Giovanni Amendola
Giovanni Amendola (Napoli, 15 aprile 1882 – Cannes, 7 aprile 1926) è stato un politico e giornalista italiano.

## Biografia

### Origini e formazione
Giovanni Amendola nasce a Napoli nel 1882 da Pietro, originario di Sarno, carabiniere, e Adelaide Bianchi. A due anni è con i genitori a Firenze, dove il padre presta servizio per l'Arma. Si trasferisce poi a Roma, dove consegue la licenza media. A quindici anni (1897) s'iscrive alla gioventù socialista. L'anno successivo è apprendista al quotidiano del Partito Radicale Italiano «La Capitale». Nello stesso anno scoppiano a Milano i moti popolari; la repressione ordinata dal governo impone lo scioglimento di molte sedi socialiste in tutta Italia. Amendola viene arrestato per aver voluto impedire la chiusura della sede romana.

### La teosofia e la massoneria
Negli anni successivi Amendola scrive alcuni articoli per «La Capitale» - al tempo della direzione di Edoardo Arbib - su esoterismo e teosofia. Tramite questi, Amendola entra in contatto con la Società Teosofica. Tra il 1900 e il 1905 è membro della loggia teosofica Dio e Popolo, guidata al tempo da Isabel Cooper Oakley. Viene introdotto in un mondo cosmopolita, impara l'inglese e il francese. Quando capisce però che la teosofia che sta studiando, lungi dall'essere una teoria scientifica, altro non è che una variante del protestantesimo, lascia la loggia. Durante quel periodo conosce l'intellettuale ebrea lituana Eva Oscarovna Kühn e se ne innamora. Si sposano religiosamente (con rito valdese) il 25 gennaio 1907 e civilmente il 7 febbraio. Dalla loro unione nasceranno quattro figli: Giorgio (1907 - 1980), Adelaide (1910-1980), Antonio (1916-1953) e Pietro (1918 - 2007).
La sua ricerca interiore, volta ad individuare una sintesi tra misticismo e razionalismo, lo porta a studiare la poetica del drammaturgo norvegese Henrik Ibsen. Scrive due articoli per la rivista letteraria fiorentina «Leonardo» di Giovanni Papini e Giuseppe Prezzolini, e collabora alla rivista modernista «Il Rinnovamento» (1907-1909). Il 24 maggio 1905 viene iniziato in massoneria nella Loggia Giandomenico Romagnosi, appartenente al Grande Oriente d'Italia. L'anno successivo soggiorna con la moglie a Berlino e a Lipsia, dove segue i corsi di Wilhelm Wundt, fondatore di un noto metodo sperimentale in psicologia. Nel 1908 abbandona la massoneria.

### Il giornalismo e la carriera accademica

Amendola con Luigi Albertini, direttore del «Corriere della Sera»

Nell'ottobre 1909 si stabilisce con la famiglia a Firenze, dove dirige la Biblioteca filosofica. Tenta di fondare una rivista di studi religiosi d'ispirazione modernista finanziata da Alessandro Casati (che Amendola aveva conosciuto ai tempi della collaborazione a «Rinnovamento»), ma il progetto non vede la luce. Collabora con «La Voce», fondata nel 1908 da Prezzolini.
Nel 1911 fonda e dirige una sua rivista assieme a Papini, «L'Anima». In quell'anno si laurea in filosofia con una tesi su Immanuel Kant (La Categoria. Appunti critici sullo svolgimento della critica delle Categorie da Kant a noi). All'epoca, ispirato specialmente dai racconti fantastici e intimisti di Giovanni Papini, Amendola coltiva la prosa narrativa, con brevi frammenti pubblicati, sulla Riviera Ligure, con l'eteronimo, byroniano, di Manfredo. La questione più scottante del dibattito politico italiano è l'utilità di un intervento militare in Libia. Amendola, critico in un primo tempo verso la campagna coloniale in Africa, dopo l'inizio del conflitto appoggia lo sforzo bellico dalle colonne della «Voce», contribuendo a far aderire all'impresa libica la rivista stessa.
Collabora con «il Resto del Carlino» con articoli di carattere culturale, grazie ai buoni uffici di Mario Missiroli, per diventare poi (luglio 1912) corrispondente da Roma del quotidiano. Alla vigilia delle elezioni del 1913 sollecita i radicali a schierarsi con Giovanni Giolitti (capo del governo) e a separarsi dai socialisti. Le elezioni, le prime a svolgersi con il suffragio universale maschile, confermano la maggioranza uscente; i radicali guadagnano 62 seggi sedendosi tra i banchi dell'opposizione. Nello stesso anno Amendola tenta la carriera accademica ottenendo una libera docenza in Filosofia teoretica all'Università di Firenze, non ottenendo nessuna cattedra. Nell'aprile 1914 è nominato per un anno docente della disciplina all'Università di Pisa, e in giugno viene assunto alla redazione romana del «Corriere della Sera» (già all'epoca il maggiore quotidiano italiano). Le sue convinzioni liberali e la sua posizione distaccata nei confronti della sinistra parlamentare coincidono con la linea del quotidiano di Albertini. Amendola rinuncia per sempre all'attività accademica, per rimanere a Roma e avviarsi alla carriera pubblicistica e politica.

### La prima guerra mondiale
Allo scoppio della prima guerra mondiale, ritiene che la guerra contro l'Austria-Ungheria sia diventata inevitabile. Egli ritiene che un conflitto possa essere utile al ritorno alla madrepatria dei territori italiani ancora sotto dominio austriaco. Mantenendo posizioni irredentiste, si schiera per l'intervento italiano nella prima guerra mondiale. Come gran parte dei liberali italiani, vede nella guerra una possibilità di risorgimento morale del Paese. Arruolatosi come tenente di artiglieria sul fronte dell'Isonzo, è insignito di una medaglia di bronzo al valor militare. Tornato in Italia, la carriera pubblicistica e quella politica proseguono parallelamente. Nel 1916 è capo dell'ufficio romano del «Corriere della Sera». Nel 1918 è tra i promotori del Patto di Roma, un accordo tra rappresentanti delle varie nazionalità sottomesse agli Asburgo per lo smembramento dell'impero austro-ungarico e l'autodeterminazione dei popoli. Tale iniziativa viene poi contraddetta dalla politica del ministro degli Esteri italiano Sidney Sonnino, con il quale Amendola polemizza duramente tra il 1918 e il 1919.

### L'elezione alla Camera dei deputati

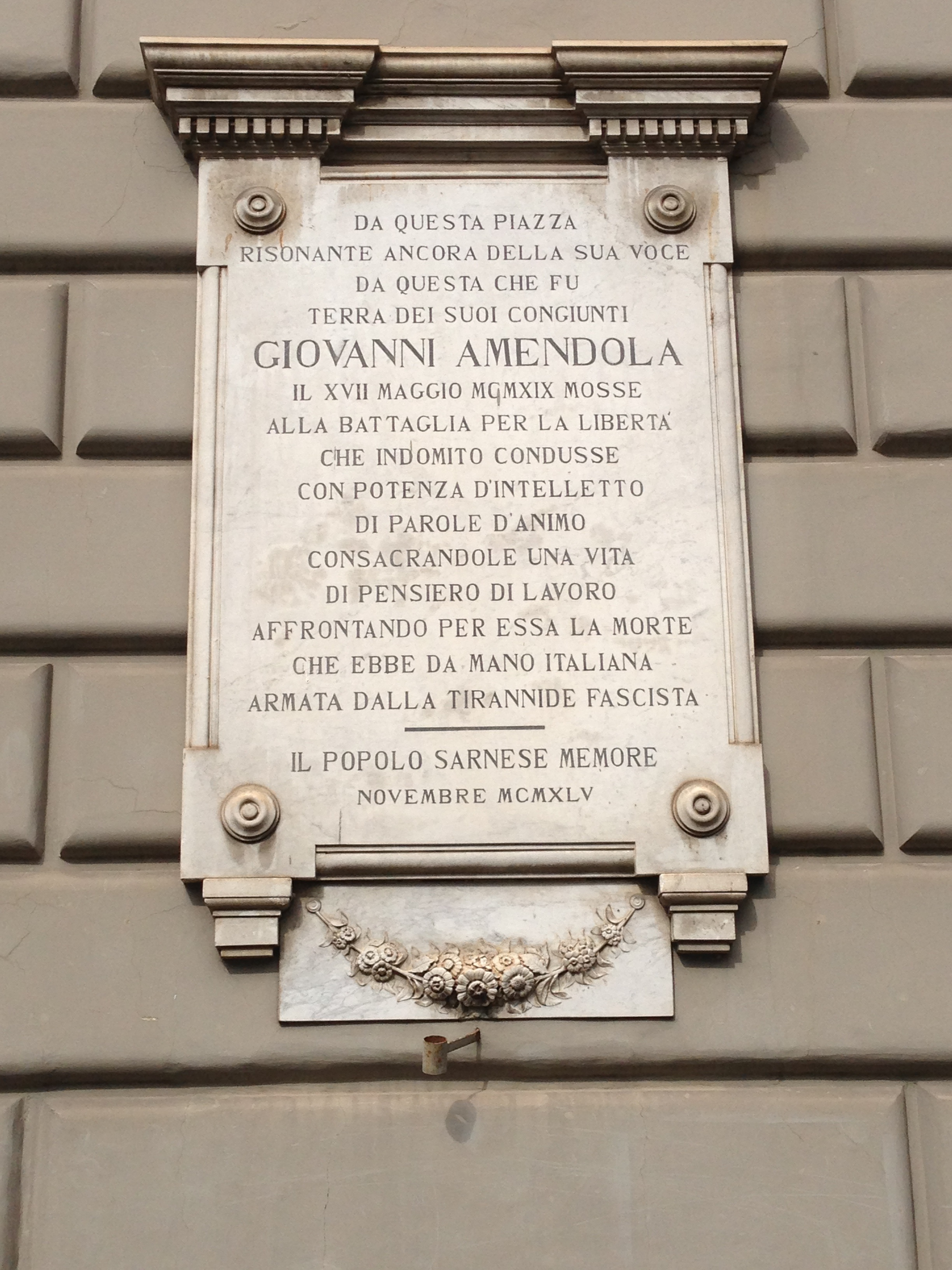
La lapide commemorativa dell'inizio dell'attività politica di Amendola, posta sulla facciata del palazzo municipale in piazza IV Novembre a Sarno

Alle elezioni politiche del 1919 Amendola si candida con il partito «Democrazia Liberale». È eletto nel collegio di Salerno insieme ad Andrea Torre e ad altri tre candidati della lista. Entra così per la prima volta in Parlamento. La sua lista sostiene la corrente che fa capo al leader radicale Francesco Saverio Nitti, personaggio con il quale stringe una lunga amicizia. Il Salernitano è la sua base elettorale più importante, anche se non ottiene mai un controllo completo della provincia, giacché è contrastato dai liberali legati a Giovanni Giolitti, rappresentati in provincia da Giovanni Camera. Nonostante l'impegno parlamentare Amendola non rinuncia all'attività giornalistica, anzi prosegue la sua carriera su entrambi i fronti: quello giornalistico e quello politico.
È rieletto alla Camera nel maggio 1921; entra nel gruppo parlamentare "Democrazia unitaria". Poi lascia il «Corriere della Sera» per fondare un nuovo quotidiano con Andrea Torre (anch'egli salernitano e proveniente dal «Corriere») e Giovanni Ciraolo. Nel 1922 si susseguono rapidamente molti avvenimenti. Il 26 gennaio vede la luce «Il Mondo», destinato a diventare nel giro di pochi anni una delle voci più autorevoli della stampa democratica. Un mese dopo cade il debole governo Bonomi. Amendola è chiamato nel primo governo Facta, in quota liberaldemocratica, a ricoprire la carica di ministro delle Colonie. In aprile il gruppo di Democrazia Liberale alla Camera (di cui Amendola fa parte) si sfalda in tre parti: dei 79 deputati di cui è composto, 40 costituiscono un nuovo gruppo (“Democrazia”), 16 si uniscono al gruppo di Democrazia Sociale e solo 23 membri rimangono nel gruppo originario. Amendola prende posizione contro tale frammentazione. Proteso ad unificare i gruppi liberaldemocratici in Parlamento, in giugno fonda con Nitti il «Partito democratico italiano». Alla nuova formazione aderiscono 35 deputati. Una conseguenza indesiderata si verifica al giornale: il direttore Andrea Torre lascia «Il Mondo», cedendo il quotidiano alla corrente di Amendola, il quale ne fa il giornale di riferimento della propria formazione politica. Ben 29 deputati sono meridionali. Non a caso, la diffusione del giornale prediligerà le regioni del Mezzogiorno e i finanziamenti proverranno da industriali del Sud.

### L'opposizione al fascismo
Dopo la marcia su Roma e l'insediamento del governo Mussolini (16 novembre 1922) Amendola sceglie una linea di ferma opposizione. Difensore delle prerogative del Parlamento, si schiera decisamente contro il governo Mussolini, non accettando le posizioni di compromesso che avanzano altri esponenti della classe dirigente liberale, come Giovanni Giolitti e Antonio Salandra. Scrive ad esempio in quegli anni: "Il fascismo ha le pretese di una religione, le supreme ambizioni e le inumane intransigenze di una crociata". Sulle colonne del quotidiano Il Mondo sarà fra i primi a cogliere lucidamente e profeticamente la natura totalitaria dell'ideologia e del partito fascista:
(G. Amendola, Un anno dopo, 2 novembre 1923.)
 A causa delle sue posizioni critiche verso il regime subisce frequenti intimidazioni e aggressioni, che sfociarono nell'aggressione fisica il 26 dicembre 1923 a Roma, quando viene bastonato da quattro fascisti e ferito alla testa. La stessa vittima avrebbe poi narrato l’aggressione all’Alta Corte di Giustizia:
(Verbale della testimonianza dell'onorevole Giovanni Amendola, 9 febbraio 1925)
Nell'aprile 1924 si candida alla Camera nella circoscrizione della Campania. Viene rieletto, diventando uno degli esponenti più in vista dell'opposizione. Nel mese successivo dà vita all'«Unione meridionale», trasformata in Unione Nazionale nel novembre successivo. Dopo il delitto Matteotti Amendola scrive sul «Mondo» (giugno 1924): “Quanto alle opposizioni, è chiaro che in siffatte condizioni, esse non hanno nulla da fare in un Parlamento che manca della sua fondamentale ragione di vita. […] Quando il Parlamento ha fuori di sé la milizia e l'illegalismo, esso è soltanto una burla”. Successivamente coalizza le opposizioni (socialista, cattolica e liberale) in quella che passerà alla storia come «Secessione dell'Aventino». Annuncia che non avrebbe partecipato alle attività parlamentari fino a quando non fosse stata ripristinata la legalità. Insieme al socialista Filippo Turati, promuove una linea di opposizione non violenta al governo, confidando che, dinnanzi alle responsabilità del fascismo nella morte di Matteotti, il re si decida a nominare un nuovo governo. È contrario a qualsiasi partecipazione popolare nella lotta per abbattere il governo Mussolini ma, allo stesso tempo, rimane ostile a ricercare accordi con altri oppositori del fascismo che non avevano preso parte alla secessione dell'Aventino ed erano restati in aula, ovvero i deputati del Partito Comunista d'Italia.
Qualche mese dopo propone a Benedetto Croce di scrivere un manifesto che riunisca le maggiori intelligenze antiregime, iniziativa che si concretizzerà poi nel manifesto degli intellettuali antifascisti. La secessione dell'Aventino non produce i risultati sperati, poiché alla fine del 1924 il governo Mussolini è ancora in carica.

### Rapporto con il comunismo
Amendola, antifascista liberale, si contrappose anche al comunismo. Rivolse la propria proposta politica ai ceti medi, soprattutto meridionali, offrendo loro una terza soluzione liberaldemocratica al dilemma tra fascismo e comunismo, e tentò di arginare la diffusione di questi movimenti nelle regioni del Mezzogiorno, dove essi erano meno forti.
In un articolo del settembre 1922, Amendola prese le distanze dai comunisti, giudicandoli antinazionali e antidemocratici, ma respinse la tesi fascista per cui il pericolo di una dittatura bolscevica avrebbe reso necessaria l'instaurazione di una dittatura nazionale. Amendola replicò inoltre all'accusa rivolta ai partiti di sinistra di essere antinazionali, sostenendo che tale affermazione valesse solo per i comunisti: «i partiti di sinistra (escludiamo, si capisce, l'estrema bolscevica) in quanto mirano a far entrare nell'orbita del regime le grandi moltitudini, con una concezione integrale delle forze nazionali nelle quali borghesia, piccola borghesia e proletariato coesistano, sono partiti nazionali per eccellenza, in quanto l'idea di nazione, come insegnò Giuseppe Mazzini, coincide meglio col concetto di popolo, risultante di tutte le classi, che col concetto di classe, che non esaurisce il concetto di popolo». Un governo reazionario sarebbe stato quindi «un governo non di popolo, e perciò non di nazione, ma di casta militare o di oligarchia economica, poco importa, ma certo di minoranza, cioè di compressione della maggioranza: il che repugna [sic] e al principio liberale e al principio democratico, che condannano tutte le dittature d'indole bolscevica o d'indole aristocratica». Perciò era infondata l'affermazione «che l'asserita insufficiente resistenza alla dittatura bolscevica [...] tolga a noi il diritto, come democratici, di reagire a una dittatura nazionale». Al contrario, «come fummo fieramente avversi al bolscevismo, antinazionale ed antidemocratico, così siamo ugualmente avversi alle dittature, che essendo antidemocratiche, ci rifiutiamo di riconoscere come espressione della unitaria volontà nazionale». Amendola auspicò quindi che il fascismo rientrasse nell'alveo della legalità «perché il fascismo sorto per spezzare una schiavitù, non finisca con instaurarne un'altra», non potendo la violenza fascista contro gli esponenti democratici essere giustificata dagli «agguati dei comunisti – verso cui è inutile ripetere che non abbiamo nessuna simpatia, né come idealità né come metodo».
Secondo Amendola, i metodi impiegati dai comunisti italiani seguendo l'esempio bolscevico finivano per legittimare il fascismo: «alla fine, i comunisti sono gli epigoni nostrani dell'esperimento russo [...] e – fanatici delle proprie concezioni fino alle ultime conseguenze – mentre legittimano con la propria adesione la dittatura di Lenin, legittimano pure la dittatura fascista in Italia, pur combattendola».
Nel luglio 1924 Amendola protestò contro la prassi della stampa fascista di ridurre la lotta politica del tempo a uno scontro tra fascisti e comunisti: «s'è voluto far credere che le oscillazioni del pendolo non possano che toccare alternativamente l'estrema destra o l'estrema sinistra. Tutti gl'intermedi fra i due estremi sembrano non esistere». Nel riaffermare l'esistenza delle forze democratiche, Amendola tornò a prendere le distanze da entrambe le forze estreme: «dittatura fascista e dittatura comunista sono entrambe oppressione della maggioranza; sono negazione della sovranità popolare; nei nostri confronti, quindi, sono allo stesso piano. Contro ogni dittatura noi riaffermiamo le finalità ed il metodo del consenso, della democrazia».
Dal canto loro, i comunisti assimilavano Amendola e gli altri esponenti democratici ai fascisti. Antonio Gramsci rivendicò «la nostra reale volontà di abbattere non solo il fascismo di Mussolini e Farinacci, ma anche il semifascismo di Amendola, Sturzo, Turati».

### L'aggressione a Pieve a Nievole, la malattia e la morte
Il 19 luglio 1925 Amendola giunse a Montecatini Terme per la consueta cura delle acque a beneficio del fegato. Sparsasi la voce del suo arrivo, sin dal mattino successivo davanti all'albergo nel quale alloggiava (l'Hotel La Pace) si formò un assembramento di facinorosi intenti a contestare la presenza del leader dell'opposizione. Facendosi la dimostrazione sempre più minacciosa e trascorrendo la giornata senza che dal Comando di Lucca giungessero i rinforzi richiesti dai carabinieri locali, il segretario federale di Lucca Carlo Scorza si offrì di tutelare l'incolumità di Amendola facendolo fuggire di nascosto.
Secondo quanto Giorgio Amendola raccontò di aver poi appreso dal padre, la fiducia concessa a Scorza riposava sul fatto che era stato garantito a Giovanni Amendola che sarebbe stato scortato da un contingente di carabinieri: invece, dopo il percorso concordato per l'uscita secondaria dell'albergo Amendola trovò in automobile tre giovani militanti fascisti locali, uno dei quali alla guida, un secondo all'interno della vettura mentre il terzo, salito sul predellino, ne discese all'uscita dalla cittadina termale. 
Una volta superata Pieve a Nievole, poco oltre l'incrocio della Colonna di Monsummano, la macchina fu costretta a fermarsi a causa di un tronco d'albero che ostruiva la strada: dal fosso di fianco alla carreggiata che da una stradina adiacente sbucarono vari aggressori, uno dei quali, armato anch'egli di bastone, raggiunto il lato destro della vettura, ne sfondò il finestrino posteriore, in corrispondenza del posto occupato da Amendola; questi fu poi colpito ripetutamente dagli aggressori fino a quando sopraggiunsero una dopo l'altra due automobili, inducendo i criminali - con ogni probabilità squadristi montecatinesi - a rinunciare definitivamente ai loro propositi e a fuggire.
Le lesioni subìte dal parlamentare furono molteplici e non tutte emersero nella concitazione del momento: il referto del pronto soccorso pistoiese, cui il ferito fu condotto, si limitava ad una prognosi di venti giorni, mentre a Roma fu elevata a trenta giorni e fu riservata per quanto atteneva al bulbo oculare. Amendola si recò allora una prima volta in Francia, per sottoporsi a un trattamento chirurgico che limitasse i danni riportati al volto e alla testa: "gli hanno rasato i capelli perché si possa lavorare alle ferite", avrebbe ricordato il figlio Pietro secondo cui, «tornato a Roma, gli cominciò la febbre. Lo ricordo, con il dolore provato allora, ricoperto di bende, esausto».
L’indebolimento fisico e lo shock post-traumatico peggiorarono, nei mesi successivi, le sue condizioni di salute, tanto che a fine anno, essendogli stato rilevato un ematoma all'emitorace sinistro, Amendola decise di andare a curarsi a Parigi. Agli inizi del 1926 venne operato per un tumore. Per favorire il decorso post-operatorio i familiari lo trasferirono a Cannes, in Provenza, presso la clinica Le Cassy Fleur: qui egli si spense, all'alba del 7 aprile 1926. La salma fu dapprima tumulata a Cannes, sotto una lapide che recitava: «Qui vive Giovanni Amendola...aspettando»; nel 1950 fu traslata in Italia, e collocata nel Cimitero di Poggioreale a Napoli.

### Il processo
Grazie all’amnistia a firma Rocco di dieci giorni dopo (il regio decreto 31 luglio 1925 n. 1277), “non venne allora istruito alcun procedimento penale”. L'indagine fu tuttavia riaperta nel 1945: nel nuovo impianto accusatorio il capo d'imputazione era omicidio premeditato, il mandante dell'aggressione veniva identificato nello stesso Scorza (giudicato in contumacia, essendo nel frattempo riparato in Argentina) e i suoi esecutori furono individuati negli esponenti del Fascio montecatinese - a cominciare dall'ex podestà - compresi i tre accompagnatori di Amendola. 
Pur essendo il reato avvenuto in territorio all'epoca lucchese, il procedimento si tenne a Pistoia (dal 1927 capoluogo di provincia), in assenza di applicabilità dell'amnistia Togliatti del 1946. Dopo un dibattimento travagliato che andò avanti per tre anni, i giudici pistoiesi riconobbero la colpevolezza di tutti gli imputati condannandoli a 30 anni di reclusione per concorso in omicidio premeditato, a piena conferma della tesi accusatoria che voleva un collegamento tra il decesso del deputato liberale e le percosse da lui subìte nel corso dell'agguato. 
La Cassazione poi accolse parzialmente il ricorso avanzato dalla difesa degli imputati, rinviando il processo dinanzi alla corte d'appello di Perugia: qui la vicenda giudiziaria giunse a conclusione, nell'ottobre 1950, con l'assoluzione di tutti gli imputati per insufficienza di prove.

## Gli eredi
Amendola ha avuto quattro figli:
- Giorgio (Roma, 21 novembre 1907 – Roma, 5 giugno 1980)
- Ada (Adelaide) (1910 – 1980)
- Antonio (28 febbraio 1916 – 20 ottobre 1953)
- Pietro (Roma, 26 ottobre 1918 – Roma, 7 dicembre 2007)[39][40]

Il figlio Antonio fu molto attivo, anche all'interno dei Gruppo Universitario Fascista (GUF) e dei Littoriali della cultura e dell'arte, nell'organizzare l'antifascismo tra gli intellettuali italiani sotto il regime mussoliniano. Il figlio Giorgio è stato un partigiano e un politico comunista, come anche il fratello Pietro.
Nel 1950 fu concessa una pensione straordinaria alla vedova di Giovanni Amendola, Eva Kühn.

## Intitolazioni
I giornalisti italiani hanno dedicato alla memoria di Giovanni Amendola il loro Istituto di previdenza (INPGI).
Esistono, inoltre, in molte città d'Italia decine di strade e di piazze a lui dedicate.

## Opere
- Maine de Biran. Quattro lezioni tenute alla Biblioteca filosofica di Firenze nei giorni 14, 17, 21 e 24 gennaio 1911, Firenze, La rinascita del libro, 1911.
- La volontà è il bene. Etica e religione, Roma, Libreria Editrice Romana, 1911.
- La categoria. Appunti critici sullo svolgimento della dottrina delle categorie da Kant a noi, Bologna, Stabilimento poligrafico emiliano, 1913.
- Etica e biografia, Milano, Studio editoriale lombardo, 1915.
- Il Patto di Roma, con Giuseppe Antonio Borgese, Ugo Ojetti, Andrea Torre, Roma, La Voce, 1919.
- Il patto di Roma e la polemica. Discorso tenuto da Giovanni Amendola il 18 maggio 1919 agli elettori del Collegio di Mercato S. Severino, Sarno, Fischetti, 1919.
- Le forme essenziali della nostra vita politica e il rinnovamento postbellico, Sarno, Fischetti, 1919.
- Una battaglia liberale.. Discorsi politici (1919-1923), Torino, Piero Gobetti, 1924.
- La democrazia. Dopo il 6 aprile 1924, Milano, Corbaccio, 1924.
- Per una nuova democrazia. Relazioni e discorsi al I Congresso dell'Unione nazionale, con altri, Roma, Soc. ital. di edizioni, 1925.
- Illegalismo fascista. Discorso pronunciato alla Camera dei Deputati il 6 giugno 1924, Padova, R. Guerrini, 1943.
- La nuova democrazia, Milano-Napoli, R. Ricciardi, 1951.
- La democrazia italiana contro il fascismo. 1922-1924, Milano-Napoli, R. Ricciardi, 1960.
- Discorsi politici. 1919-1925, Roma, Camera dei deputati, 1968.
- La crisi dello stato liberale. Scritti politici dalla guerra di Libia all'opposizione al fascismo, Roma, Newton Compton, 1974.
- L'Aventino contro il fascismo. Scritti politici. (1924-1926), Milano-Napoli, R. Ricciardi, 1976.
- Contro il fascismo nel Mezzogiorno. Lotta politica nel Salernitano (1919-1925) nella corrispondenza con Benedetto e Gherardo Marone, Napoli, Storia di Napoli e della Sicilia, 1978.
- Giovanni Amendola e la cultura italiana del Novecento (1899-1914). Alle origini della nuova democrazia, II, Lettere ad Alessandro Casati, Roma, ELIA, 1978.
- Carteggio Croce-Amendola, Napoli, Istituto Italiano per gli Studi Storici, 1982.
- Carteggio, 1897-1909, Roma-Bari, Laterza, 1986. ISBN 88-420-2704-9.
- Carteggio, 1910-1912, Roma-Bari, Laterza, 1987. ISBN 88-420-2927-0.
- Scritti su Giovanni Vailati, con Luigi Einaudi, Norberto Bobbio, Crema, Leva Artigrafiche, 1999.
- Carteggio, 1919-1922, Manduria, P. Lacaita, 2003. ISBN 88-88546-16-2.
- Carteggio, 1923-1924, Manduria, P. Lacaita, 2006. ISBN 88-89506-48-2.